# NGC 1994
NGC 1994 في الفهرس العام الجديد، هو عنقود نجمي، يقع في كوكبة أبو سيف (كوكبة). اكتشف في 16 ديسمبر 1835 . بواسطة جون هيرشل .

## روابط خارجية
- NGC 1994 على موقع ويكي سكاي: DSS2, SDSS, GALEX, IRAS, Hydrogen α, X-Ray, Astrophoto, Sky Map, Articles and images